# Брювиль
Брюви́ль (фр. Bruville) — коммуна во французском департаменте Мёрт и Мозель, региона Лотарингия. Относится к  кантону Конфлан-ан-Жарнизи.	

## География

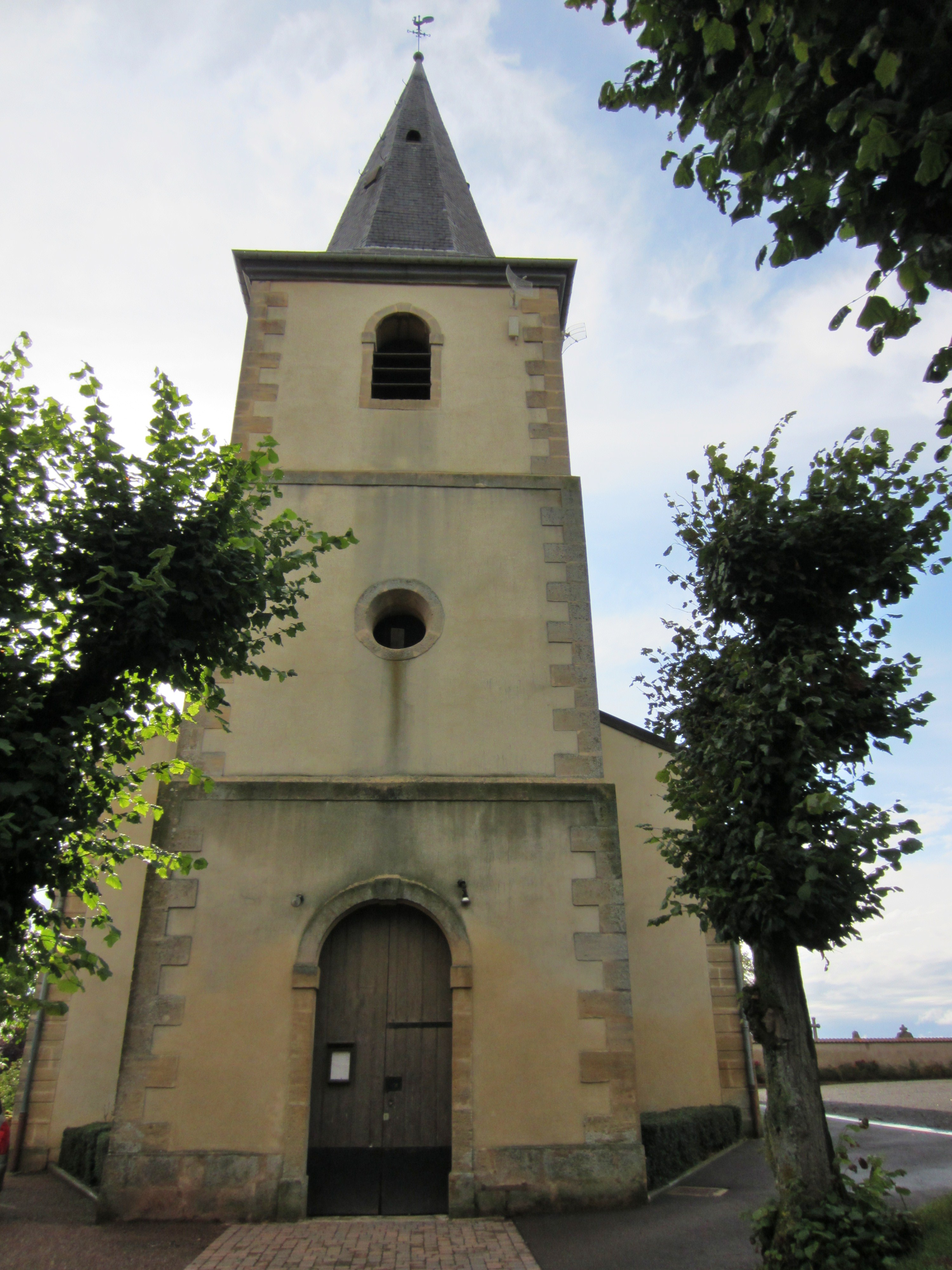
Церковь Сен-Морис в Брювиле.

Брювиль	расположен в 19 км к западу от Меца и в 55 км к северо-западу от Нанси. Соседние коммуны: Донкур-ле-Конфлан на северо-востоке, Сен-Марсель на юго-востоке, Марс-ла-Тур и Виль-сюр-Ирон на юго-западе.

## История
В 1817 году Брювиль, входивший тогда в историческую провинцию Барруа, поглотил поселения Уркур и Бютрикур. 

## Демография
Население коммуны на 2010 год составляло 218 человек.
| 1962 | 1968 | 1975 | 1982 | 1990 | 1999 | 2010 |
| ---- | ---- | ---- | ---- | ---- | ---- | ---- |
| 185  | 205  | 148  | 165  | 166  | 186  | 218  |